# 구글 비즈니스 그룹

구글 비즈니스 그룹(Google Business Groups, GBG)은 비즈니스 성공을 위해 웹 기술에 대한 지식을 공유하는 비즈니스 전문가의 비영리 커뮤니티이다. 전 세계 30개국에 걸쳐 뭄바이, 벵갈루루, 벨가움, 찬디가르, 자이푸르, 피우라, 첸나이, 부에노스아이레스, 다바오, 케이프타운, 리우데자네이루, 야바, 레키, 이케자, 페샤와르, 라호르, 조스, 아도에키티, 우요, 아크라, GBG FCT - 아부자 등을 포함한 다양한 도시에 150개가 넘는 지역 공동체 또는 지부가 있다. 이 이니셔티브는 구글에서 시작하고 지원하지만 지역 지부 관리자와 커뮤니티 구성원이 연결하고 배우고 비즈니스의 전반적인 성공에 영향을 미치도록 주도한다.